# Cladonia pulviniformis
Cladonia pulviniformis är en lavart som beskrevs av Ahti. Cladonia pulviniformis ingår i släktet Cladonia och familjen Cladoniaceae.   Inga underarter finns listade i Catalogue of Life.